# Fusako Shigenobu
Pour les articles homonymes, voir Shigenobou.
Fusako Shigenobu (重信 房子, Shigenobu Fusako), née le 28 septembre 1945 à Tokyo, est une militante communiste japonaise. Elle était la chef et la fondatrice de l'Armée rouge japonaise, un groupe communiste basé au Liban et actif de 1971 à l'an 2000. Après plus de 20 ans de prison au Japon, elle est libérée en mai 2022.

## Biographie

### Une enfant de l'après-guerre
Fusako Shigenobu est née le 28 septembre 1945, dans un Japon en ruine et sous tutelle américaine,. Elle est le troisième enfant d'une famille qui en compte quatre : deux garçons et deux filles. Ses parents, des commerçants de Tokyo, font face à des fins de mois difficiles. Son enfance dans un pays humilié par la défaite militaire et l'idéologie fasciste revendiquée par son père vont forger sa vision politique du monde.
La pauvreté de sa famille est également l'objet de moqueries de la part de ses professeurs et camarades durant ses études.

### Une militante de gauche
Après ses études secondaires, elle se fait embaucher par l'entreprise Kikkoman. Son salaire de simple employée de bureau lui permet alors de suivre des cours du soir à l'université Meiji,. Engagée très tôt dans des organisations d'étudiants, elle est séduite par l'idéologie communiste et, au début des années 1960, rejoint la contestation étudiante qui fait rage sur les campus universitaires du Japon. À la fin des années 1960, elle se radicalise et intègre un mouvement d'extrême gauche qui prône la lutte armée : la Fraction armée rouge (FAR).
En mars 1970, elle fait partie des activistes arrêtés à la suite du détournement d'avion de la compagnie japonaise JAL, la police ayant alors procédé à une vague d'arrestations dans les groupuscules communistes. Interrogée par la police puis libérée, elle abandonne le travail d'hôtesse à mi-temps qu'elle assurait le soir dans les bars et passe dans la clandestinité. Partisane de la Révolution mondiale, prophétisée par Che Guevara, elle prend la direction de la branche internationaliste de la FAR, avec l'accord de son dirigeant principal Tsuneo Mori, tenant de la révolution nationale. Elle est alors recherchée par toutes les polices du Japon et son visage est affiché à l'entrée de tous les commissariats de l'archipel. Malgré la pression policière qui s'intensifie, elle demeure une militante active et réussit à établir des contacts avec des membres du Front populaire de libération de la Palestine (FPLP).

### Une dirigeante terroriste
En février 1971, elle quitte le Japon et s'installe au Liban où elle est accueillie par Georges Habache, fondateur du FPLP. Au Liban, Fusako Shigenobu aide les habitants des camps de réfugiés palestiniens et assiste aux entraînements du FPLP. Dans un manifeste, signé Armée rouge japonaise (ARJ) et publié par ses partisans au Japon en novembre 1971, elle affirme son association avec le FPLP et l'orientation internationale de son projet de révolution. En février 1972, le dénouement tragique de l'affaire du chalet Asama la laisse seule leader de l'Armée rouge unifiée (ARU) qui a entretemps succédé à la FAR. Les révélations publiques des purges internes meurtrières au sein de l'ARU, l'oblige à réagir en propulsant sur la scène internationale l'ARJ, son nouveau groupe terroriste qui comptera quelque 40 membres à son apogée et fera près de 200 victimes durant sa période d'activité,. Le 30 mai 1972, l'ARJ se fait connaître dans le monde entier en perpétrant une action meurtrière dans un aéroport de Tel Aviv en Israël. Cet acte de terrorisme, le premier attentat-suicide au Moyen-Orient, censé servir la cause palestinienne, fait 26 morts — dont deux des trois assaillants, membres de l'ARJ — et soulève l'indignation dans le monde entier sauf dans quelques pays arabes. À Beyrouth, Shigenobu, alias Samira, devient une célébrité désormais surnommée la Reine rouge, et de nouvelles recrues affluent du Japon.
À la suite de l'attaque de l'ambassade de France aux Pays-Bas à La Haye en 1974, Shigenobu est placée sur la liste internationale des personnes recherchées du Département métropolitain de police du Japon.
D'abord alliée aux Palestiniens puis, à partir de 1982, à la Libye et, à partir de 1988, à la Syrie, elle organise des attentats meurtriers, des prises d’otages et des détournements d’avions sur tous les continents.

### Une mère en prison
En 2000, après près de trois décennies passées au sein de la mouvance terroriste du Moyen-Orient, Fusako Shigenobu rentre clandestinement au Japon. Elle est arrêtée à Osaka le 8 novembre 2000 près de l'hôtel Takatsuki Kyoto où elle loge depuis son retour au Japon sous son faux nom, en juillet 2000,. Selon l'agence nationale de la police, des documents saisis dans la chambre d'hôtel de Shigenobu confirment son projet de relocalisation de son « parti révolutionnaire du peuple », le Kakumeitō,, fondé clandestinement, en 1991, à Damas, et ayant pour objectif de déclencher une révolution dans l'archipel nippon,.
En avril 2001, de sa cellule de prison, elle proclame la dissolution de l'Armée rouge japonaise. Le 30 mai de la même année, l'Armée rouge japonaise confirme sa dissolution dans son annuelle déclaration du 30 mai commémorant le massacre de l'aéroport de Lod de 1972. Cependant, tout en regrettant la violence mise en œuvre pour servir son idéal révolutionnaire, elle ne renonce pas à poursuivre son combat par des actions politiques dans le cadre légal.
Le 23 février 2006, Shigenobu, inculpée pour enlèvements et tentative de meurtre, est condamnée à 20 ans de prison pour la prise d'otages à l'ambassade de France à La Haye en 1974,. Le ministère public du tribunal de Tokyo avait requis l'emprisonnement à vie. En juillet 2010, son recours devant la Cour Suprême est rejeté ; sa condamnation à 20 ans de prison est donc définitive.
Shigenobu a une fille, Mei Shigenobu, née en 1973 au Liban, dont le père est un membre du FPLP et aujourd'hui documentariste. En mai 2001, Fusako Shigenobu a publié le livre J'ai décidé de te donner la vie sous un pommier, qu'elle a conçu comme un message destiné à sa fille. Dans un film documentaire : Children of the Revolution (en), présenté en 2010 au festival international du film documentaire d'Amsterdam, la réalisatrice irlandaise Shane O'Sullivan (en) retrace un portrait de Fusako Shigenobu, à l'aide de documents d'archives, et présente une interview de Mei Shigenobu dans laquelle elle évoque sa vie clandestine auprès de sa mère, pendant 28 ans au Moyen-Orient, et déclare, à propos de sa mère : « je ne peux pas nier que ma mère était considérée comme une terroriste dans plusieurs pays occidentaux. Si je pouvais répandre les nouvelles qu'il y avait une juste cause au Moyen-Orient et en Palestine, cela montrerait que son combat n'était pas inutile »,.
En juin 2017, du centre de détention médicalisé de Hachiōji où elle est incarcérée (40 km à l'ouest de Tokyo), Shigenobu reconnaît, dans une lettre adressée au quotidien Japan Times, que ses espoirs de révolution ont été déçus, et que le projet de l'ARJ s'est soldé par un échec.
Elle est libérée le 28 mai 2022, après 20 ans de prison.

## Publications
- 1974 :　わが愛わが革命[27].
- 1983 : 十年目の眼差から[28].
- 1984 : 大地に耳をつければ日本の音がする　日本共産主義運動の教訓[29].
- 1984 : ベイルート1982年夏[30].
- 1985 : 資料・中東レポート1（日本赤軍との共編著）[31].
- 1986 : 資料・中東レポート2（日本赤軍との共編著）[32].
- 2001 : りんごの木の下であなたを産もうと決めた[33].
- 2005 : ジャスミンを銃口に　重信房子歌集[34].
- 2009 : 日本赤軍私史　パレスチナと共に[35].
- 2012 : 革命の季節 パレスチナの戦場から[36].
- 2022 : 戦士たちの記録 パレスチナに生きる  (ISBN 9784344039612)
- 2022 : 歌集 暁の星  (ISBN 9784774407654)
- 2023 : はたちの時代　60年代と私  (ISBN 9784778318697)
- 2024 : パレスチナ解放闘争史 1916-2024  (ISBN 9784867930182)